# Annie Reich
Pour les articles homonymes, voir Reich (homonymie).
Annie Reich née Pink, le 9 avril 1902 à Vienne et morte le 5 janvier 1971, à Pittsburgh, est une médecin et psychanalyste américaine, d'origine autrichienne. Elle est l'une des premiers analystes de l'après-guerre à New York.

## Biographie

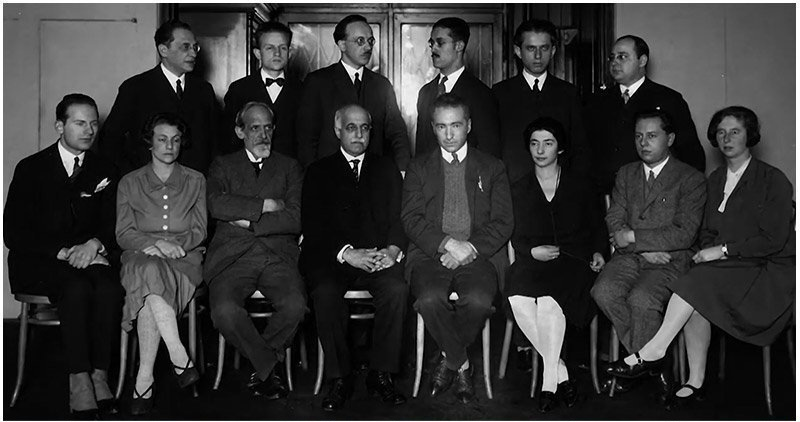
Ambulatorium de Vienne. Annie Reich est assise, première en partant de la droite

Née en 1902, Annie Reich est élevée à Vienne. Son père, Alfred Pink, est commerçant. Sa mère, Theresa Singer, institutrice et suffragiste,  meurt de la grippe de 1918, son frère aîné meurt pendant la Première Guerre mondiale. Annie Reich commence ses études à la faculté de médecine de l'université de Vienne, en 1921 et obtient son diplôme de médecin en 1926. Elle s'intéresse à la psychanalyse et commence une analyse avec Wilhelm Reich interrompue au bout de quelques mois par leur mariage (1922). Elle poursuit son analyse avec Herman Nunberg, puis se forme à l'analyse avec Anna Freud, elle est membre de la Société psychanalytique de Vienne de 1928 à 1930, et travaille dans des centres de conseils sexuels pour les prolétaires, dans la consultation créée par Wilhelm Reich et Marie Frischauf. La famille Reich s'installe à Berlin en 1930, et elle est membre de la Société allemande de psychanalyse de 1930 à 1933 et participe au cercle psychanalytique réuni autour d'Otto Fenichel, le « Kinderseminar ».
Elle a deux filles,  Eva Reich et Lore Reich Rubin (de) avec Wilhem Reich, puis ils se séparent en 1933. Annie Reich s'installe avec ses enfants à Prague où elle rejoint le groupe psychanalytique pragois, qui a obtenu le statut de groupe d'étude accordé par l'Association psychanalytique internationale au congrès de Lucerne en 1934. À Prague, elle retrouve un petit groupe d'analystes allemands, exilés après l'accès au pouvoir d'Hitler et les lois de Nuremberg. Elle participe à l'établissement du groupe, aux côtés d'Otto Fenichel et de la psychanalyste autrichienne Frances Deri (en). Elle forme ainsi à la psychanalyse Yela Löwenfeld, médecin allemande, réfugiée avec son époux Heinrich Löwenfeld à Prague, et qu'elle retrouvera comme collègue à l'institut psychanalytique de New York. Elle est didacticienne et à nouveau membre de la Société psychanalytique de Vienne, jusqu'en 1938. 
Elle épouse en 1938 le militant communiste Jakob Reich, ensuite connu sous plusieurs pseudonymes, notamment Thomas ou Arnold Rubinstein,, et émigre avec lui et ses deux filles la même année, aux États-Unis, à la veille de la Seconde Guerre mondiale. Elle s'installe à New York en juillet 1938 et se joint à la New York Psychoanalytic Society, dont elle est présidente en 1960-1962. Elle est analyste didacticienne à l'institut de formation psychanalytique et participe aux activités de l'Association psychanalytique internationale.

## Apports théoriques
Après une première publication sur le traitement réussi d'un patient paranoïaque (1936), Annie Reich a publié une étude de la soumission sexuelle féminine qu'elle envisage en termes d'identification avec la supériorité du corps du partenaire masculin (1940). Elle approfondit ce thème après-guerre, avec une étude sur le choix narcissique de l'objet par la femme, qu'elle appelle « volonté narcissique », et  qu'elle relie aux blessures narcissiques de l'enfance : ainsi, le manque d'estime de soi de la femme serait compensé par l'identification à un partenaire masculin fantasmé comme imposant.
Annie Reich a exploré une autre voie pour traiter les problèmes d'estime de soi dans une étude de l'humour grotesque. En caricaturant ses propres défauts, le sujet, selon elle, attaque par là-même ceux qui l'entourent. De cette façon, le sujet peut repousser temporairement la condamnation de son surmoi, dans une lutte qui doit, en revanche, être sans cesse renouvelée, et dont l'échec occasionnel conduit à un état de profonde dépression. L'intérêt manifesté par Annie Reich envers les dommages précoces ainsi subis par l'estime de soi du sujet établit un pont entre l'ego psychology et la self psychology.
Elle a également apporté des contributions à la technique psychanalytique, plus précisément à la notion de contre-transfert et à la fin de l'analyse. Elle réaffirme le point de vue classique du contre-transfert envisagé comme la projection des attitudes et des sentiments de l'analyste sur le patient, plutôt que comme révélant quelque chose sur le patient lui-même : le défi méthodologique et la distinction qu'elle propose entre les deux restent convaincantes. Elle estime également que, même après l'analyse du transfert, l'analyste apparaît toujours, dans les représentations du patient, « comme une personne dotée d'un pouvoir spécial,  de l'intelligence et de la sagesse […] comme participant à la toute-puissance que l'enfant attribue à ses parents », et indique que, selon elle, il s'agit d'un sentiment que seul un certain laps de temps après la fin de l'analyse permet d'éliminer.

## Publications
- « A Contribution to the Psychoanalysis of Extreme Submissiveness in Women », Psychoanalytic Quarterly IX (1940)
- « On the Termination of Analysis » (1950) in Psychoanalytic Contributions (New York 1973)